# 中原車站 (桃園市)
- 關於台北捷運環狀線的中原站，請見「中原站 (新北市)」。
- 關於其他地區的中原站，請見「中原站」。

中原車站是一個位於台灣桃園市中壢區，為臺灣鐵路公司（臺鐵）縱貫線的鐵路車站。本站因鄰近中壢近郊知名的私立大學中原大學而命名，預計在2034年完工啟用。
本站屬於桃園都會區鐵路地下化計畫的一部分，為該計畫所新增的五座車站之一。

## 車站構造
- 本站預計興建側式月台兩座。

## 營運狀況
尚未開始營運，未來規劃僅停靠區間車。

## 車站週邊
- 中原大學
- 中原夜市
- 桃園市中壢區中原國民小學
- 中壢工業區

## 歷史

### 預計時程
- 2034年：隨桃園都會區鐵路地下化計畫完工啟用。

## 外部連結
- 臺鐵都會區捷運化桃園段地下化建設計畫（臺灣鐵路管理局）[]